# فاطمة أوساك
فاطِمَة أوساك (وُلدت في 1976 في منطقة الريف) هي ناشطة وعالمة سياسة ومُستشارة فرنسية من أُصولٍ مغربية. وهي أحد مُؤسسي «جبهة الأمهات» (بالفرنسية: Front de mères).

## سيرتها
ولدت أوساك في منطقة الريف شمال المغرب. وفي عام 1970 غادرت المغرب رفقة عائلتها إلى فرنسا ونشأت في ليل سود إذ درست في ساينس بو ليل، لتصبح فيما بعد أستاذة وناشطة سياسية.
وهي رئيسة مجموعة «معًا من أجل أطفال باينوليه» (EEB).
في عام 2016، شاركت مع المُدوِّن ديارياتو كيبي في تأسيس «جبهة الأمهات».
وهي أيضًا ناشطةٌ بيئية ورئيسة المُنظمة النسوية شبكة جنس/نوع/عرق.
في 2020، نَشرت أوساك كتابها الأوَّل بعُنوان «قوة الأمهات» (بالفرنسية: La puissance des mères).
يَعتبرُ مُنتقدي أعمالها والتزاماتها أنَّها أصلانية.